# Cheilosia signaticornis
Cheilosia signaticornis är en tvåvingeart som först beskrevs av Becker 1894.  Cheilosia signaticornis ingår i släktet örtblomflugor, och familjen blomflugor.
Artens utbredningsområde är Schweiz. Inga underarter finns listade i Catalogue of Life.